# Culinária do Egito

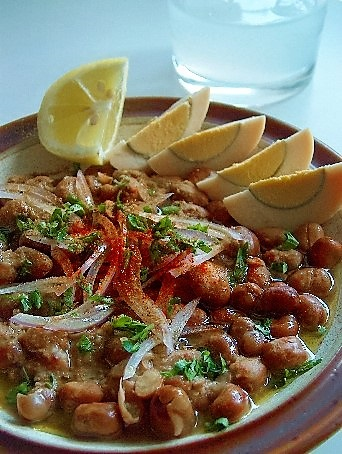
Ful medames servido com ovos cozidos, um alimento básico no Egito

A culinária egípcia faz uso intensivo de legumes, vegetais e frutas dos ricos Rio Nilo e Delta do Nilo, no Egito. Ela compartilha semelhanças com a comida da região do Mediterrâneo Oriental, como vegetais recheados com arroz, folhas de uva, Shawarma, Kebab e Cafta. Exemplos de pratos egípcios incluem Ful Medames, purê de fava; kushari, lentilhas e massas; e molokhiya, ensopado de quiabo. Pão árabe, conhecido localmente como eish baladi (árabe egípcio: عيش [ʕeːʃ]; Árabe padrão moderno: ʿayš) é um alimento básico da culinária egípcia, e a fabricação de queijos no Egito remonta à Primeira Dinastia do Egito, sendo o domty o tipo de queijo mais consumido atualmente.
As carnes comuns na culinária egípcia são pombo, frango e cordeiro. Cordeiro e boi são frequentemente usados como grelhados. Offal é um fast food popular nas cidades e o foie gras é uma iguaria preparada na região desde pelo menos 2.500 a.C.
Peixes e frutos do mar são comuns nas regiões costeiras do Egito. Uma quantidade significativa da culinária egípcia é vegetariana, devido ao preço historicamente alto da carne e às necessidades da comunidade cristã copta, cujas restrições religiosas exigem dietas essencialmente veganas na maior parte do ano.
O chá é a bebida nacional do Egito e a cerveja é a bebida alcoólica mais popular. Embora o Islã seja a religião majoritária no Egito e os muçulmanos praticantes tendam a evitar o álcool, as bebidas alcoólicas ainda estão disponíveis no país.
As sobremesas populares no Egito incluem baqlawa, basboussa e kunafa. Os ingredientes comuns em sobremesas incluem tâmaras, mel e amêndoas.

## História
Trigo, cevada e arroz faziam parte da dieta egípcia medieval, mas as fontes são conflitantes sobre o milho. De acordo com o sábio árabe Abd al-Latif al-Baghdadi, era desconhecido, fora de uma pequena área, onde era cultivado no Alto Egito. Isso parece ser apoiado pelo cronista Muhammad ibn Iyas, que escreveu que o consumo de painço era incomum, se não inédito, no Cairo. Shihab al-Umari, por outro lado, diz que o milho estava entre os grãos de cereais mais populares consumidos no Egito naquela época. O sorgo era, como o painço, cultivado no Alto Egito, mas não era considerado uma safra desejável pelos residentes do Cairo, onde era consumido apenas durante a fome ou outras épocas de escassez, durante as quais o sorgo era preferido a outros substitutos do trigo usados para fazer rações de pão de emergência como milho, farelo ou favas.
Em O Conto de Judar e Seus Irmãos, uma história egípcia das Mil e Uma Noites Árabes, o personagem principal, um pescador pobre chamado Judar, adquire uma bolsa mágica pertencente a um necromante de origem magrebina. Esta sacola abastece seu dono com alimentos como aruzz mufalfal, um prato de arroz temperado com canela e aroeira, às vezes colorido com açafrão e caldo preparado, e gordura de cauda.

## Características

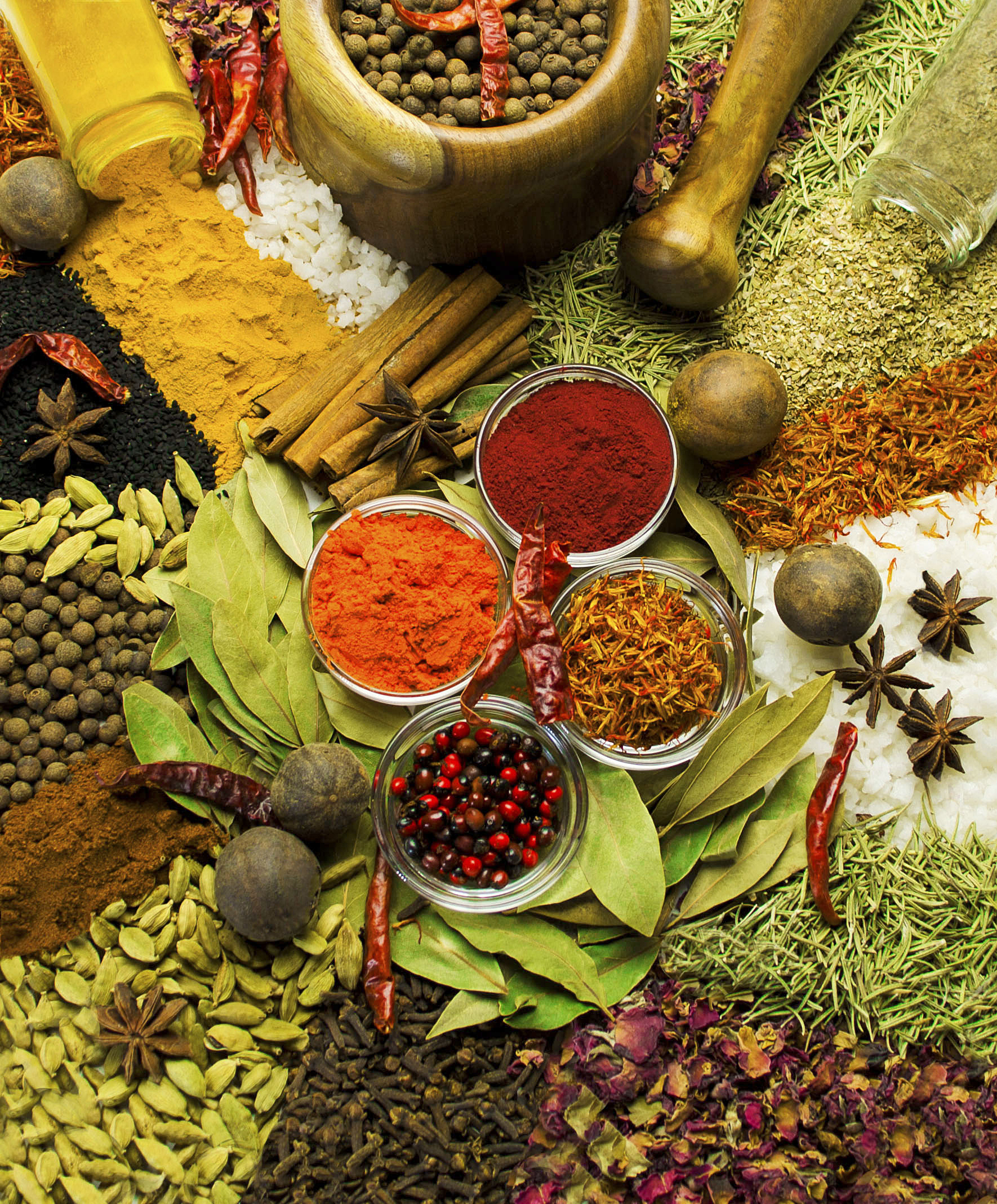
Especiarias comumente usadas no Egito

A culinária egípcia é particularmente tendente à dieta vegetariana, pois depende muito de pratos com legumes e verduras. Embora a comida em Alexandria e na costa do Egito tenda a usar uma grande quantidade de peixes e outros frutos do mar, em sua maior parte a culinária egípcia é baseada em alimentos que crescem do solo.
Os portos egípcios do Mar Vermelho eram os principais pontos de entrada de especiarias na Europa. O fácil acesso a várias especiarias tem, ao longo dos anos, deixado a sua influência na cozinha egípcia. O cominho é o tempero mais comumente usado. Outras especiarias comuns incluem coentro, cardamomo, pimenta, anis, folhas de louro, endro, salsa, gengibre, canela, hortelã e cravo.
As carnes comuns apresentadas na culinária egípcia são pombo, frango e pato. Muitas vezes, tais proteínas são fervidas para fazer o caldo a ser usado vários ensopados e sopas. Cordeiro e boi são as carnes mais utilizadas nas formas grelhadas. Carnes grelhadas como kafta ( كفتة ), kebab ( كباب ) e costeletas grelhadas são categoricamente chamadas de mashwiyat ( مشويات ).
Offal, carnes variadas, são populares no Egito. Sanduíches de fígado, uma especialidade de Alexandria, são um fast-food popular nas cidades. Pedaços de fígado fritos com pimentão, pimenta, alho, cominho e outras especiarias são servidos em um pão tipo baguete chamado eish fino. Cérebro de vaca e ovelha são comidos no Egito.
O foie gras, uma iguaria bem conhecida, ainda hoje é apreciada pelos egípcios. Seu sabor é descrito como rico, amanteigado e delicado, ao contrário de um pato comum ou fígado de ganso. O foie gras é vendido inteiro, ou preparado em mousse, parfait ou patê, e também pode ser servido como acompanhamento de outro alimento, como carne de boi. A técnica envolve gavagem: enfiar comida na garganta de patos e gansos domesticados, e data de 2500 aC, quando os antigos egípcios começaram a criar pássaros como alimento.

## Queijos

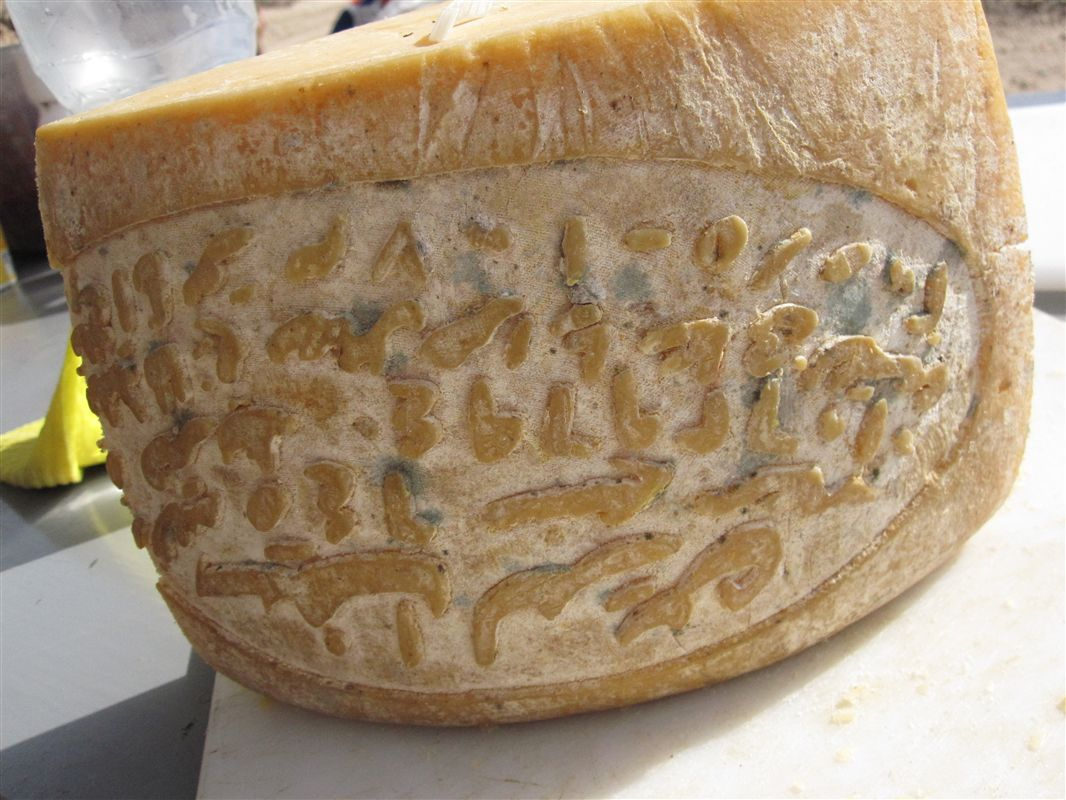
Queijo rumi

Acredita-se que o queijo tenha se originado no Oriente Médio. Dois potes de alabastro encontrados em Saqqara, datados da Primeira Dinastia do Egito, continham queijo. Eles foram colocados na tumba por volta de 3.000 aC. Provavelmente eram queijos frescos coagulados com ácido ou uma combinação de ácido e calor. Uma tumba anterior, a do rei Hor-Aha, também pode conter queijo que, com base nas inscrições hieroglíficas nos dois jarros, parece ser do Alto e do Baixo Egito. Os potes são semelhantes aos usados hoje em dia para preparar o mish.
Embora muitos camponeses ainda façam seu próprio queijo, principalmente o mish fermentado, os queijos produzidos em massa estão se tornando mais comuns. O queijo é frequentemente servido ao café da manhã, está incluído em vários pratos tradicionais e até em algumas sobremesas. Queijos incluem domiati ( دمياطي ), o mais consumido no Egito; Areesh قريش ) feito de laban rayeb; rumi ( رومي ); uma variedade de queijo duro, salgado e curado que pertence à mesma família do Pecorino Romano e do Manchego.

## Pães

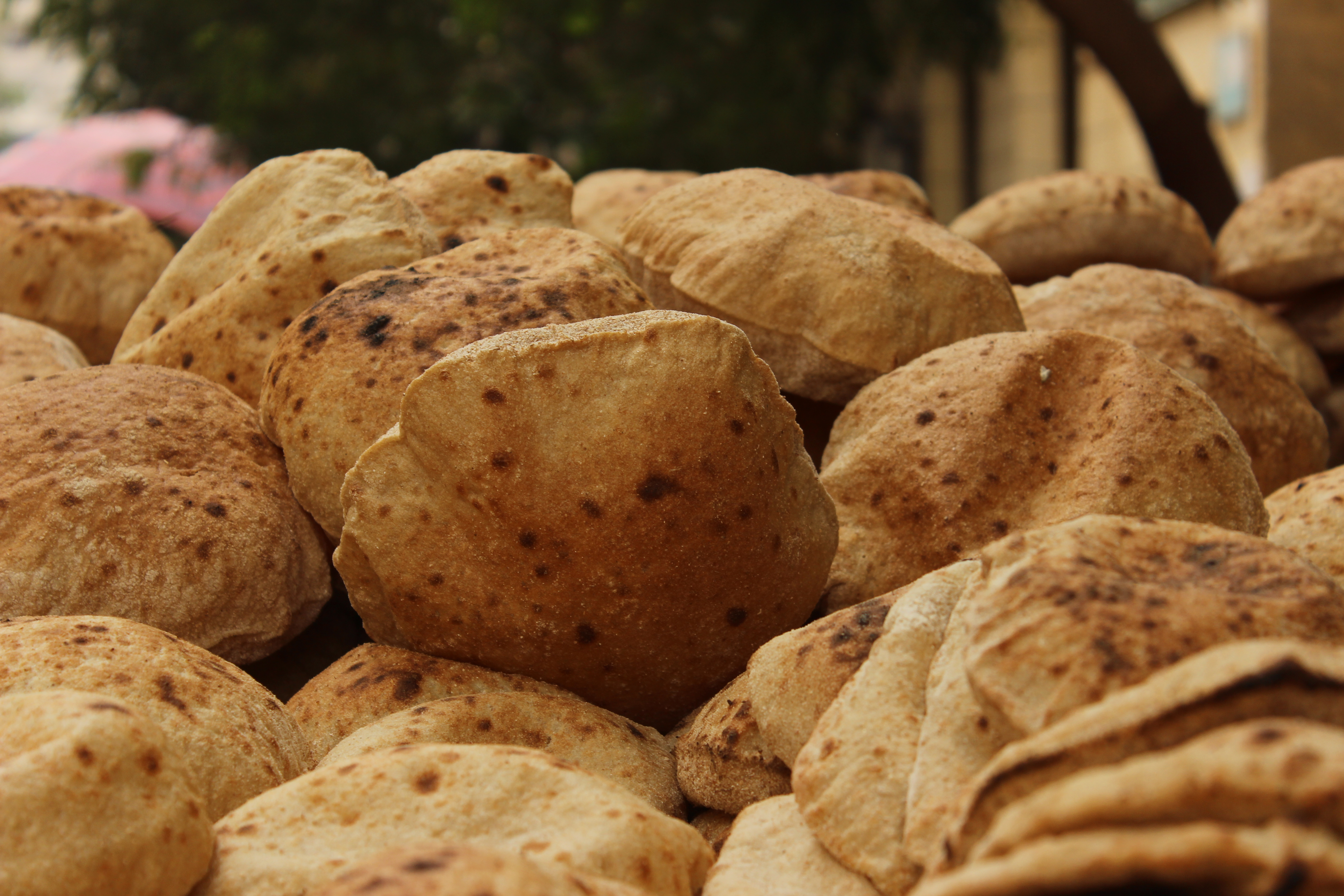
Eish Baladi

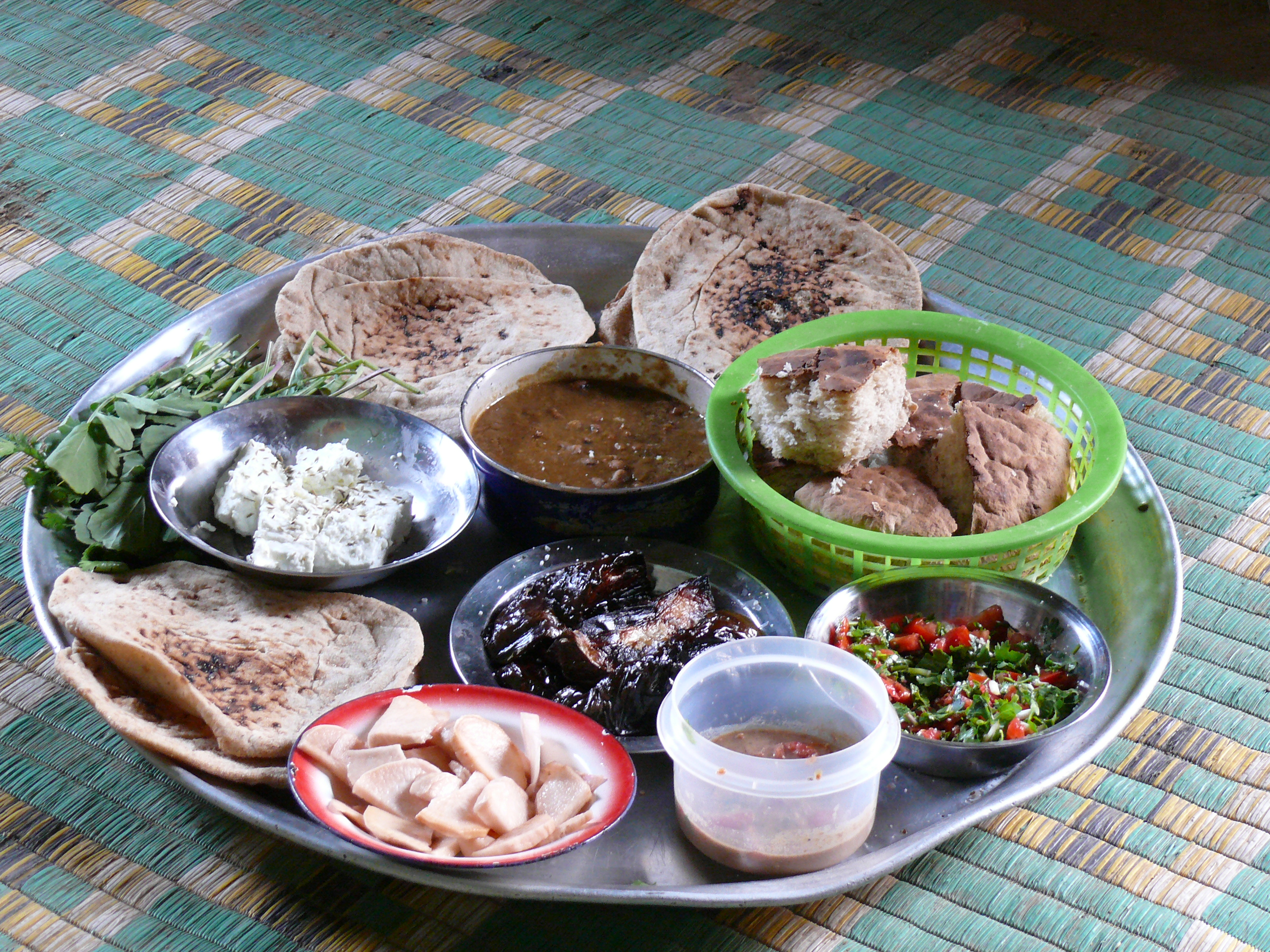
Um café da manhã rural no Alto Egito, acompanhado por eish baladi e eish shamsi

O pão, feito com uma receita simples, é a espinha dorsal da culinária egípcia. É consumido em quase todas as refeições egípcias; uma refeição da classe trabalhadora ou do Egito rural pode consistir pouca coisa além de pão e feijão.
O pão local é uma forma de pão pita saudável, espesso e rico em glúten, chamado eish baladi ( árabe egípcio : عيش [ʕeːʃ] ; Árabe padrão moderno : ʿayš ) em vez do árabe خبز ḫubz . A palavra " [ʕeːʃ]" vem da raiz semítica ع-ي-ش ʕ-Ī-Š com o significado de “viver, estar vivo”. A própria palavra ʿayš tem o significado de "vida, modo de viver ...; sustento, subsistência" no padrão moderno e no árabe clássico; o folclore afirma que essa sinonímia indica a centralidade do pão na vida egípcia.
No Egito moderno, o governo subsidia o pão, o que remonta a uma política da era Nasser. Em 2008, uma grande crise alimentar causou filas cada vez maiores de pães nas padarias subsidiadas pelo governo, onde normalmente não haveria nenhuma; enfrentamentos ocasionais estouraram por causa do pão, levando a 11 mortes em 2008. Dissidentes egípcios e observadores externos do antigo regime do Partido Democrata Nacional frequentemente criticaram o subsídio ao pão como uma tentativa de subornar as classes trabalhadoras urbanas egípcias, a fim de encorajar a aceitação do sistema autoritário; no entanto, o subsídio continuou após a revolução de 2011.

Em um nível culinário, o pão é comumente usado como um utensílio, ao mesmo tempo que fornece carboidratos e proteínas para a dieta egípcia. Os egípcios usam o pão para capturar comida, molhos e molhos e para embrulhar Kebabs e faláfel, evitando assim que as mãos fiquem gordurosas. A maioria dos pães pita é cozida em altas temperaturas (450 °F ou 232 °C), fazendo com que os círculos achatados de massa aumentem dramaticamente. Quando retiradas do forno, as camadas de massa assada ficam separadas dentro da pita desinflada, o que permite que o pão seja aberto em bolsos, criando um espaço para uso em vários pratos. Os pães comuns incluem:
- Bataw (بتاو)
- Eish baladi (عيش بلدي)
- Eish fino (عيش فينو)
- Eish merahrah (عيش مرحرح)
- Eish shamsi (عيش شمسي)
- Feteer meshaltet (فطير مشلتت)

## Entradas e saladas

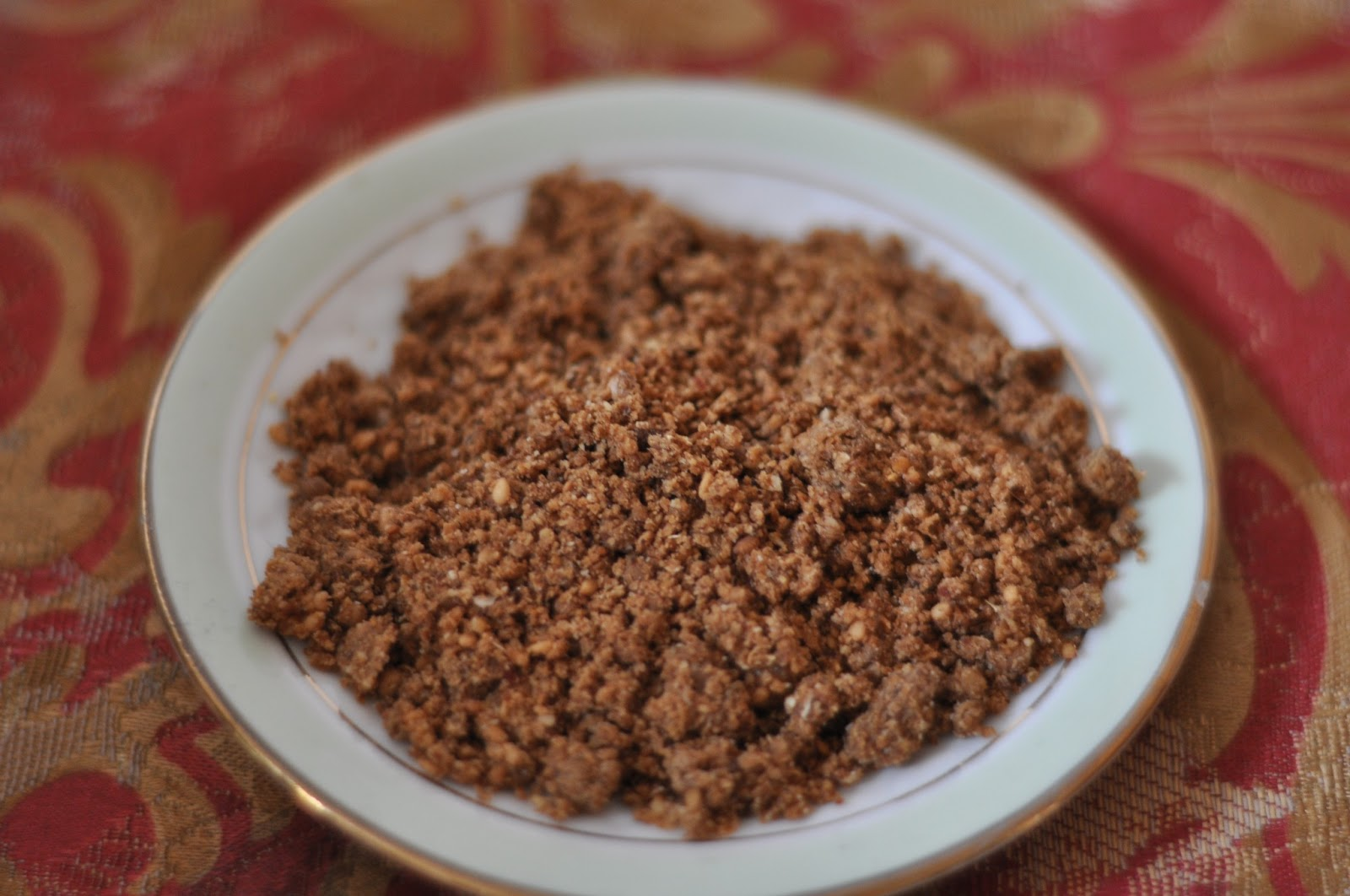
Duqqa

No Meze egípcio, as refeições ligeiras comumente referidas como muqabilat ( مقبلات ), saladas e queijos são tradicionalmente servidos no início de uma refeição com vários pratos junto com o pão, antes dos pratos principais. Os pratos populares incluem:
- Faláfel  (فلفل) - Um café da manhã feito de grão-de-bico ou feijões fava.
- Baba ghannoug (بابا غنوج) - Um molho feito de berinjela, suco de limão, sal, pimenta, salsinha, cominho e óleo.
- Duqqa (دقة) - Uma mistura seca de nozes cortadas, sementes e especiarias.
- Gollash (جلاش) - Uma massa filo recheada de carne cortada ou queijo.
- Salata baladi (سلطة بلدي) - Uma salada feita com tomates, pepino, cebola e chili, coberta com salsa, cominho, coentro, vinagre e óleo.
- Tehina (طحينة) - Creme ou pasta de sementes, feita de gergelim (Tahini), suco de limão e alho.
- Torshi (طرشي) - Vegetais picados de forma sortida.
- Hummus (حمص) - Um creme feito de grão-de-bico amassado, feito com cominho no Egito.

## Pratos principais

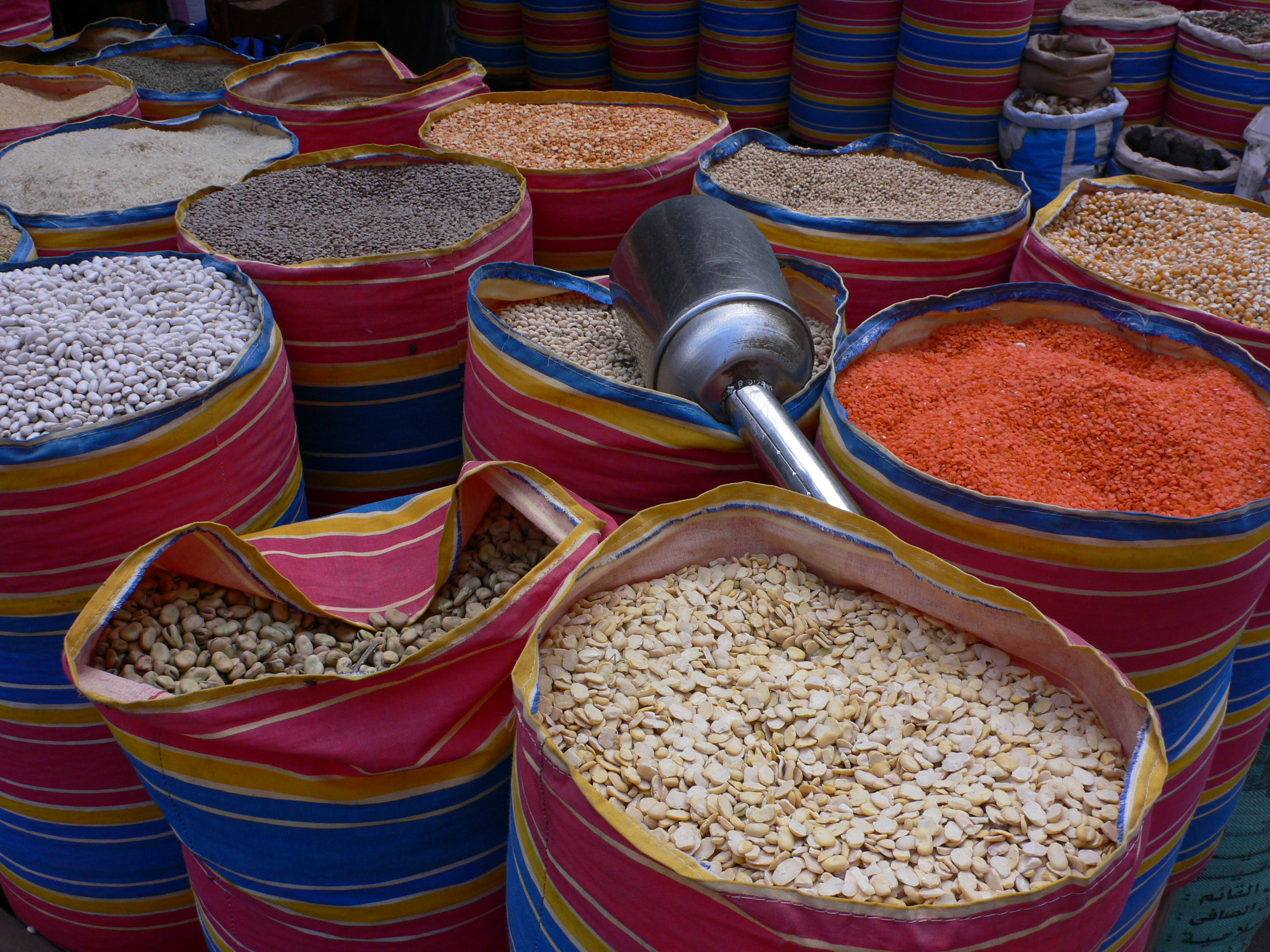
Legumes, amplamente utilizados na culinária egípcia, em exibição em Alexandria

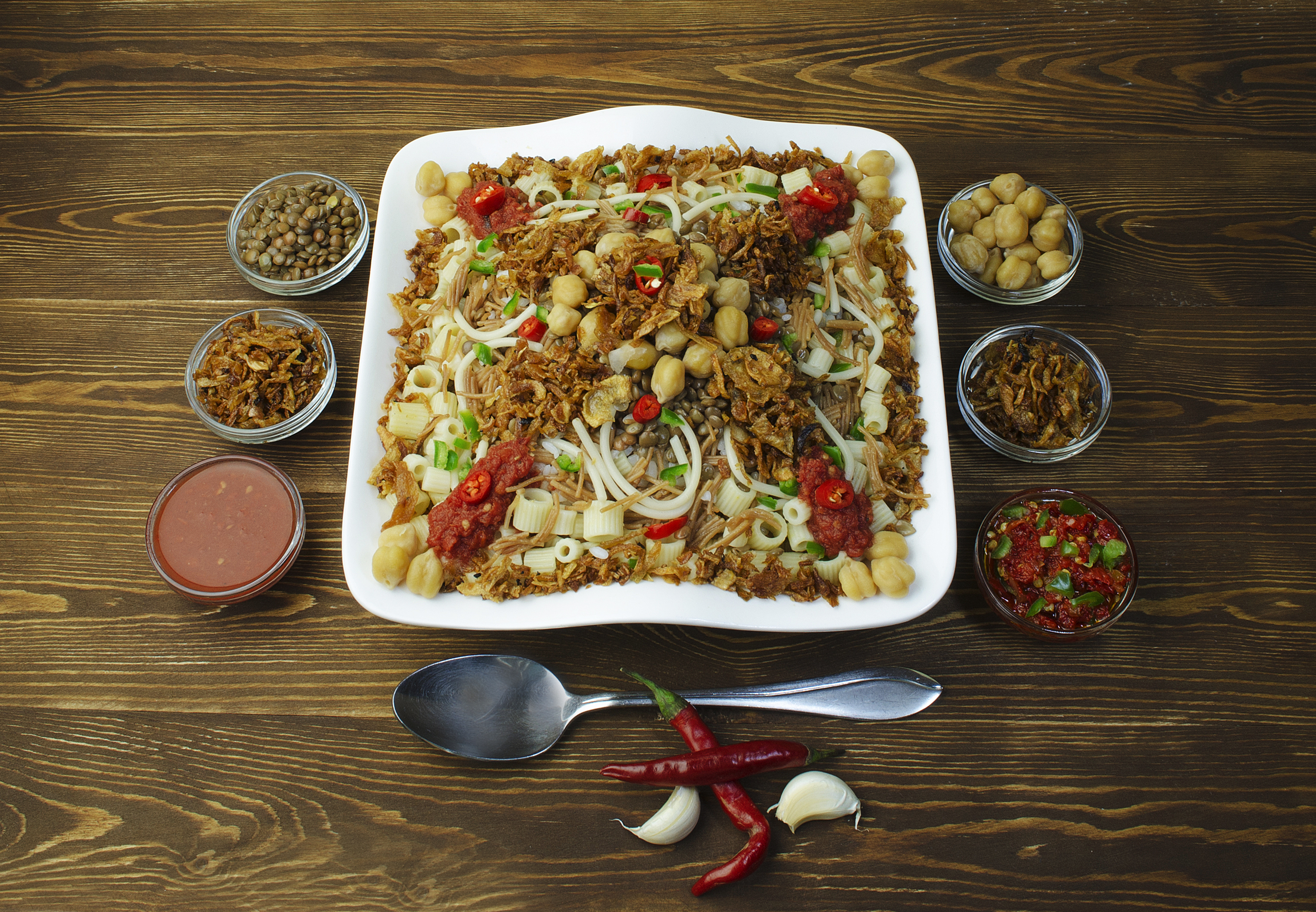
Kushari

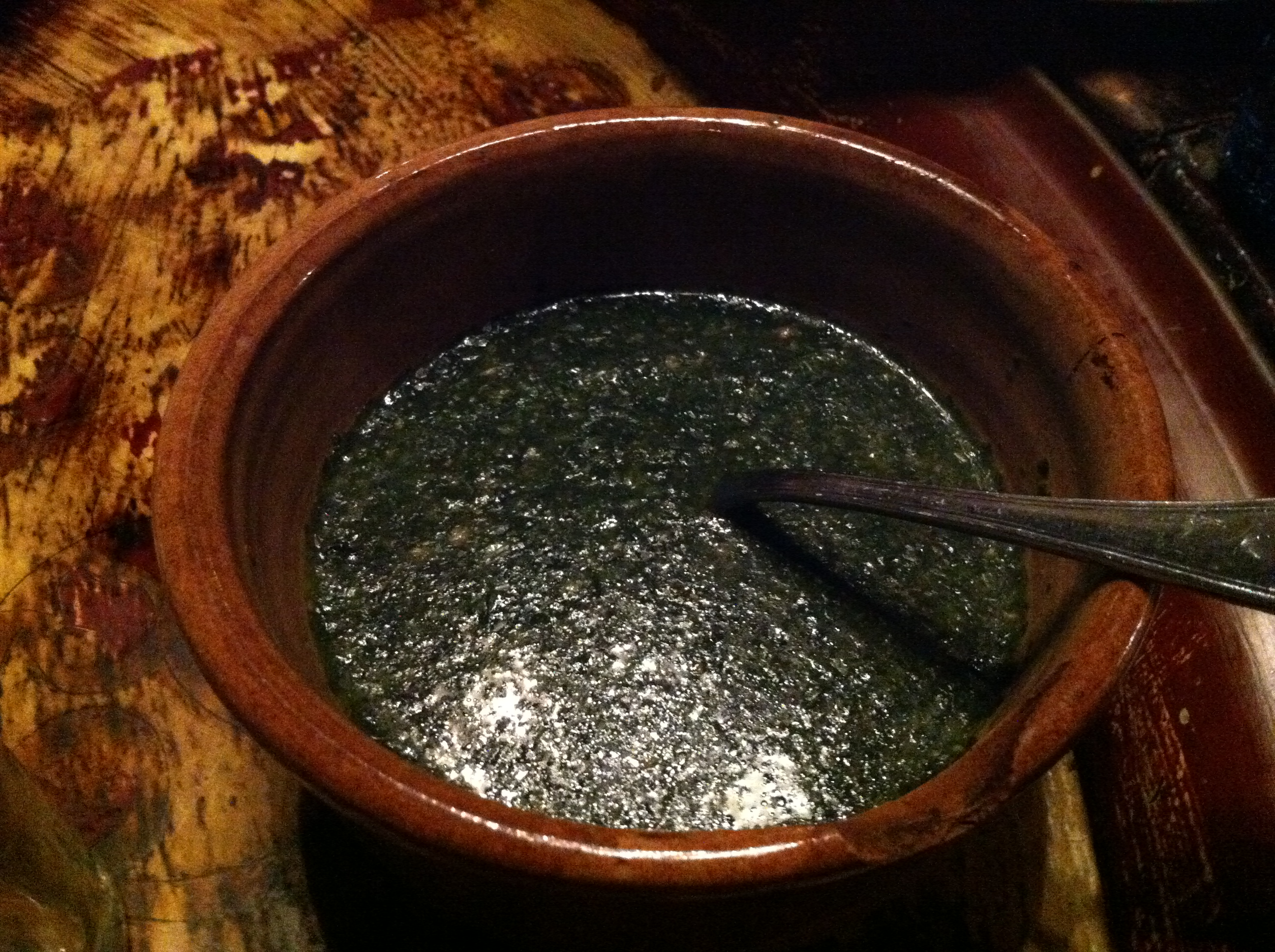
Molokhiya

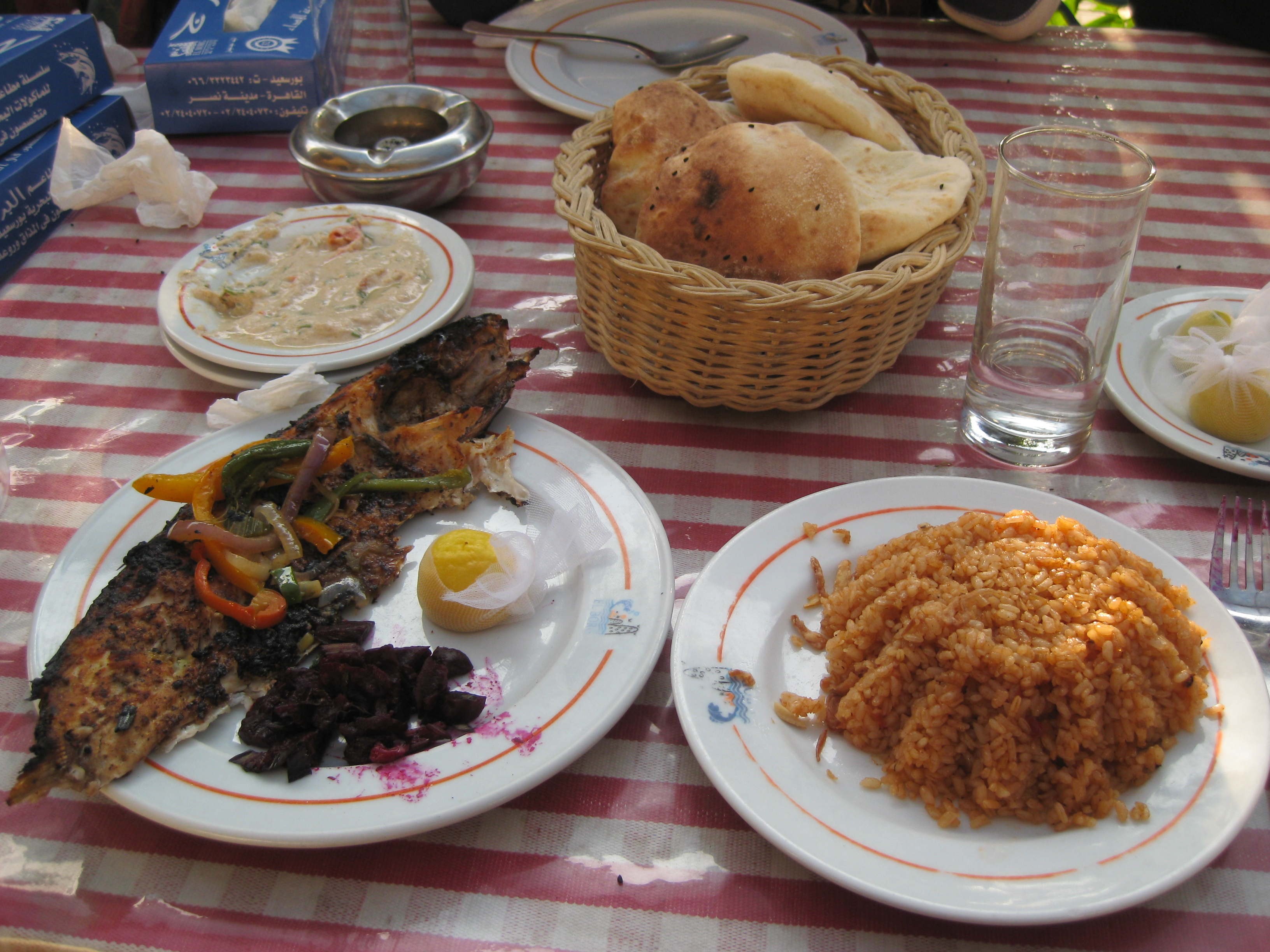
Peixe grelhado com acompanhamento de arroz sayadiya

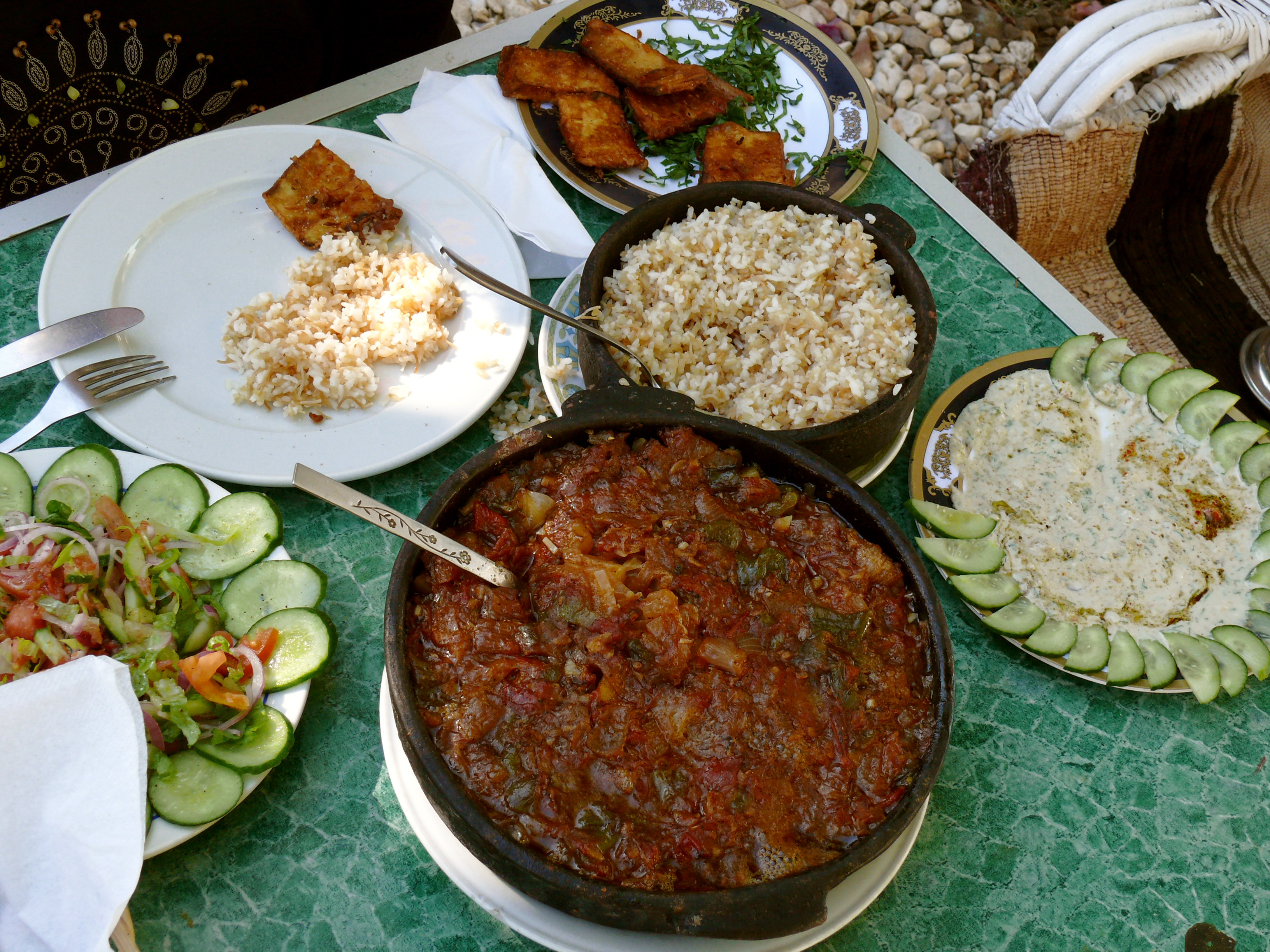
Um almoço típico egípcio

A culinária egípcia é caracterizada por pratos como Ful Medames, purê de fava; kushari, uma mistura de lentilhas, arroz, macarrão e outros ingredientes; molokhiya, arbusto de quiabo picado e cozido com alho e molho de coentro; e meshaltet feteer. A culinária egípcia compartilha semelhanças com a comida da região do Mediterrâneo Oriental, como vegetais recheados com arroz, folhas de uva, Shawarma, Kebab e Cafta, com algumas variações e diferenças no preparo.
Alguns consideram o kushari, uma mistura de arroz, lentilha e macarrão, o prato nacional. Ful medames também é um dos pratos mais populares. A fava também é usada para fazer faláfel (mais comumente chamada de ta'ameya no Egito e servida com tomates frescos, molho tahina e rúcula).
Sabe-se que os antigos egípcios usavam muito alho e cebola em seus pratos diários. Alho fresco amassado com outras ervas é usado em salada de tomate picante e também recheado em berinjela cozida ou assada. Alho frito com coentro é adicionado ao molokhiya, uma popular sopa verde feita de folhas de juta picadas, às vezes com frango ou coelho. Cebolas fritas também podem ser adicionadas ao kushari. Os ingredientes, nos pratos de quiabo e molokhiya, são batidos e misturados com uma ferramenta chamada wīka, usada nos tempos antigos e hoje, no Egito e no Sudão.
| Nome              | Árabe            | Definição |
| ----------------- | ---------------- | --- |
| Bamia             | بامية            | Um ensopado feito de cordeiro, okra e tomates como ingredientes principais. |
| Besarah           | بصارة            | Um molho feito de feijões fava descascados e vegetais; servido frio normalmente coberto com cebolas fritas. |
| ‘Eggah            | عجة              | Um tipo de omelete feita com salsa e farinha de trigo, similar às fritadas. É assada no forno, em uma frigideira funda. |
| Fattah            | فتة              | Um prato tradicional para ocasiões festivas, em particular a Festa do Sacrifício. Uma mistura de arroz, pedaços de carne de cordeiro, eish baladi cortado em pedaços e pré-assado no forno, tudo coberto com um molho à base de tomate ou vinagre. |
| Fesikh            | فسيخ             | Tainha salgada ou fermentada, geralmente comida no festival de primavera de Sham Ennessim, que cai na segunda-feira de páscoa oriental. |
| Feteer            | فطير             | Tortas feitas de massa fina com quantidades liberadas de Samnah. Os recheios podem ser picantes ou doces. |
| Ful medames       | فول مدمس         | Feijões fava cozidos servidos com azeite de oliva e cobertos com cominho. Sempre comido com pão, em um sanduíche, ou quando o pão é usado como um utensílio, para juntar os feijões. Prato básico no Egito, normalmente é considerado o prato nacional. |
| Hamam mahshi      | حمام محشي        | Carne de pombo recheada com arroz ou trigo verde e ervas. Primeiramente, é fervido até cozinhar, e então é assado ou grelhado. |
| Hawawshi          | حواوشى           | Um enrolado recheado de carne fatiada e marinada em cebolas, pimenta, salsinha e às vezes Chilli e molhos picantes. |
| Kebab             | كباب             | Carne de cordeiro normalmente cortada e picada, posta em espetos e assada sobre carvão. |
| Kamounia          | كمونية           | Uma sopa de carne e cominho. Às vezes é feita com Offal, como partes genitais de touro. |
| Kaware‘           | كوارع            | Mocotó, por vezes ingerido com fattah. Também é comum ferver a carne em um ensopado, com os tendões e o caldo resultantes sendo apreciados como sopa. Acredita-se que seja afrodisíaco no Egito. |
| Kersha            | كرشة             | Tripa cozida em um ensopado. |
| Kurut             | کشک              | Um pudim feito de iogurte apimentado, feito de farinha de trigo; às vezes, temperado com cebolas fritas, caldo de galinha ou frango cozido. |
| Kofta             | كفتة             | Carne moída preparada com temperos e salsinha, servida em palitos e assada sob o carvão. |
| Kushari           | كشري             | Um prato egípcio originalmente feito no século XIX, feito de arroz, macarrão e lentilhas misturadas, coberta com um molho de tomate apimentado e vinagre de alho; enfeitado com grão de bico e cebolas refogadas crocantes. Borrifados de sumo de alho, vinagre de alho e pimenta podem ser opcionais. É uma comida popular de rua. |
| Macaroni béchamel | مكرونة بالبشاميل | Uma variante egípcia da lasanha italiana, sem queijo. Tipicamente, consiste em macarrão penne recheado de molho bechamel com uma camada de carne moída feita à lentidão, com cebola e molho de tomate, coberto com mais penne em molho bechamel e pincelada de gema de ovo, e então assado à perfeição. Alguns o preparam como uma variante do prato grego Pastitsio, incorporando gebna rūmī, um queijo egípcio similar ao queijo Sardo ou Pecorino, juntamente com uma mistura de penne e molho bechamel e normalmente duas camadas de carne cozida e apimentada, com cebola. |
| Mahshi            | محشي             | Um recheio de arroz, temperado com creme de tomates vermelhos, cebola, salsinha, dill, sal, pimenta e especiarias, inserido em vegetais como pimentões verdes, berinjelas, abobrinhas, tomates, folhas de parra ou repolho. Então, são postas em uma travessa e cobertas com caldo de galinha ou de carne. |
| Mesaqa‘ah         | مسقعة            | Berinjelas fatiadas salteadas e colocadas em um tabuleiro raso com cebolas picadas, molhos verdes e Chilli. O prato é então coberto com um molho vermelho, feito de tomate, e especiarias, e então é assado no forno. |
| Molokhiya         | ملوخية           | Sopa verde feita em vários estilos, nos quais folhas de corchorus são cortadas muito finas, com ingredientes como alho e coentro adicionados para um gosto aromático característico, e então cozida em caldo de frango. Outros tipos de caldos que também podem ser usados são os de coelho, camarão (popular na Alexandria), e peixe (em Porto Said). Por vezes, é considerado o prato nacional. |
| Mombar            | ممبار            | Vísceras de ovelha recheadas com uma mistura de arroz e fritas em óleo. |
| Rozz me‘ammar     | رز معمر          | Um prato de arroz, feito ao adicionar leite (e frequentemente manteiga, ou creme de leite) e caldo ou molho de frango ao arroz cozido; depois, assando em um forno. Muitas vezes, substituído por arroz branco simples em ocasiões festivas e refeições grandes familiares. Normalmente é servido em uma caçarola especial, feita de barro denominada bram. |
| Sabanekh          | سبانخ            | Um ensopado de espinafre, normalmente servido com arroz. É comumente, mas não necessariamente, feito com pedaços pequenos de carne. |
| Sayadiya          | صيادية           | Um prato litorâneo. Arroz com cebolas cozidas no extrato de tomate, normalmente servido com peixe frito. |
| Shakshouka        | شكشوكة           | Ovos com molho de tomate e vegetais. |
| Shawarma          | شاورما           | Um sanduíche popular feito de carne cortada de boi, cordeiro ou frango, normalmente enrolada em pão pita com molho tehina. |
| Torly             | تورلي            | Uma bandeja de abóbora assada, batatas, cenouras, cebolas e molho de tomate. |
| Qolqas            | قلقاس            | Raíz de Taro, em geral descascada e preparada com tomate ou acelga. Descascando-se qolqas e berinjelas tem-se ṭabkha sawda, ou "prato negro", servido e desprezado pelos inscritos nas Forças Armadas do Egito. |

## Sobremesas

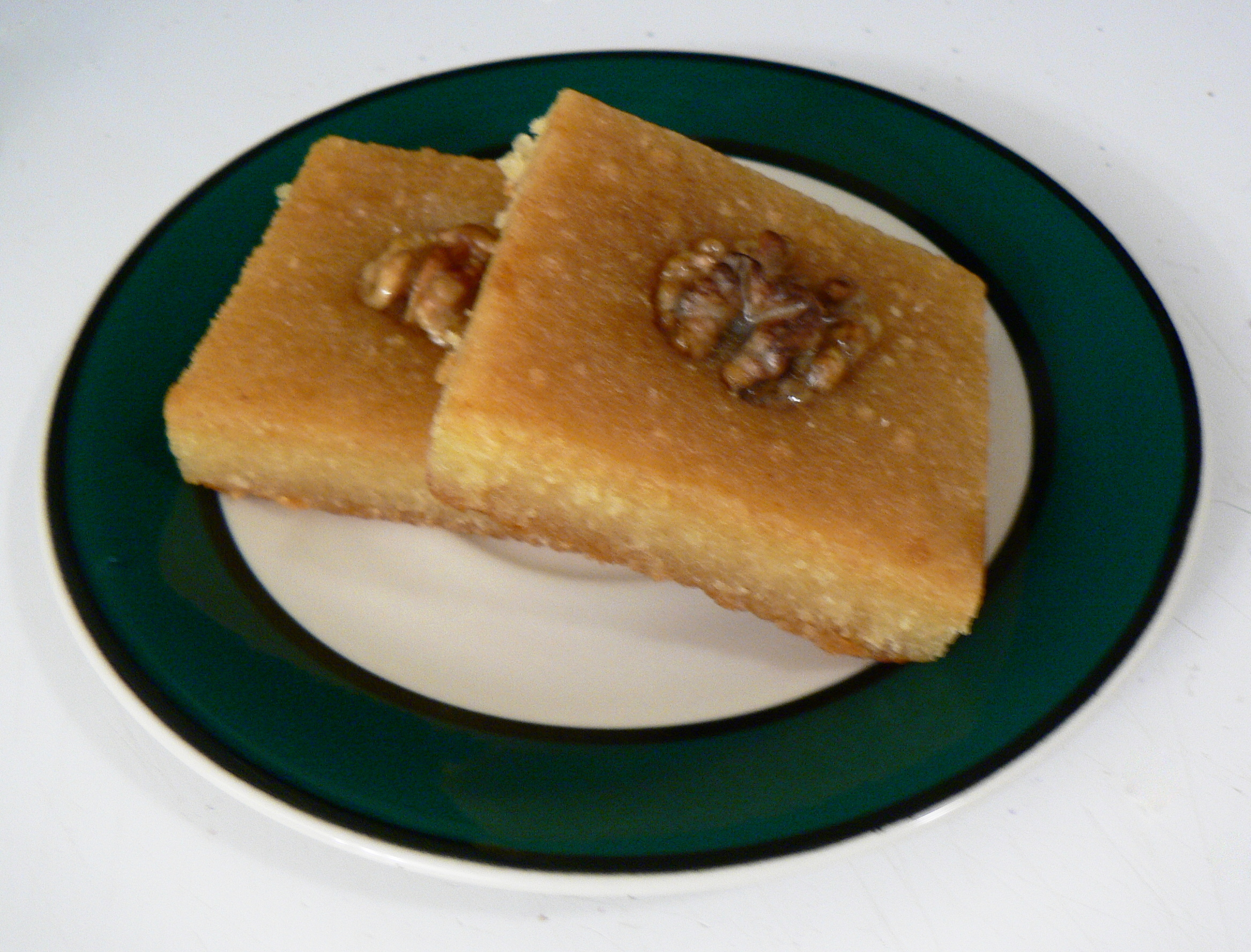
Basbousa coberto com nozes

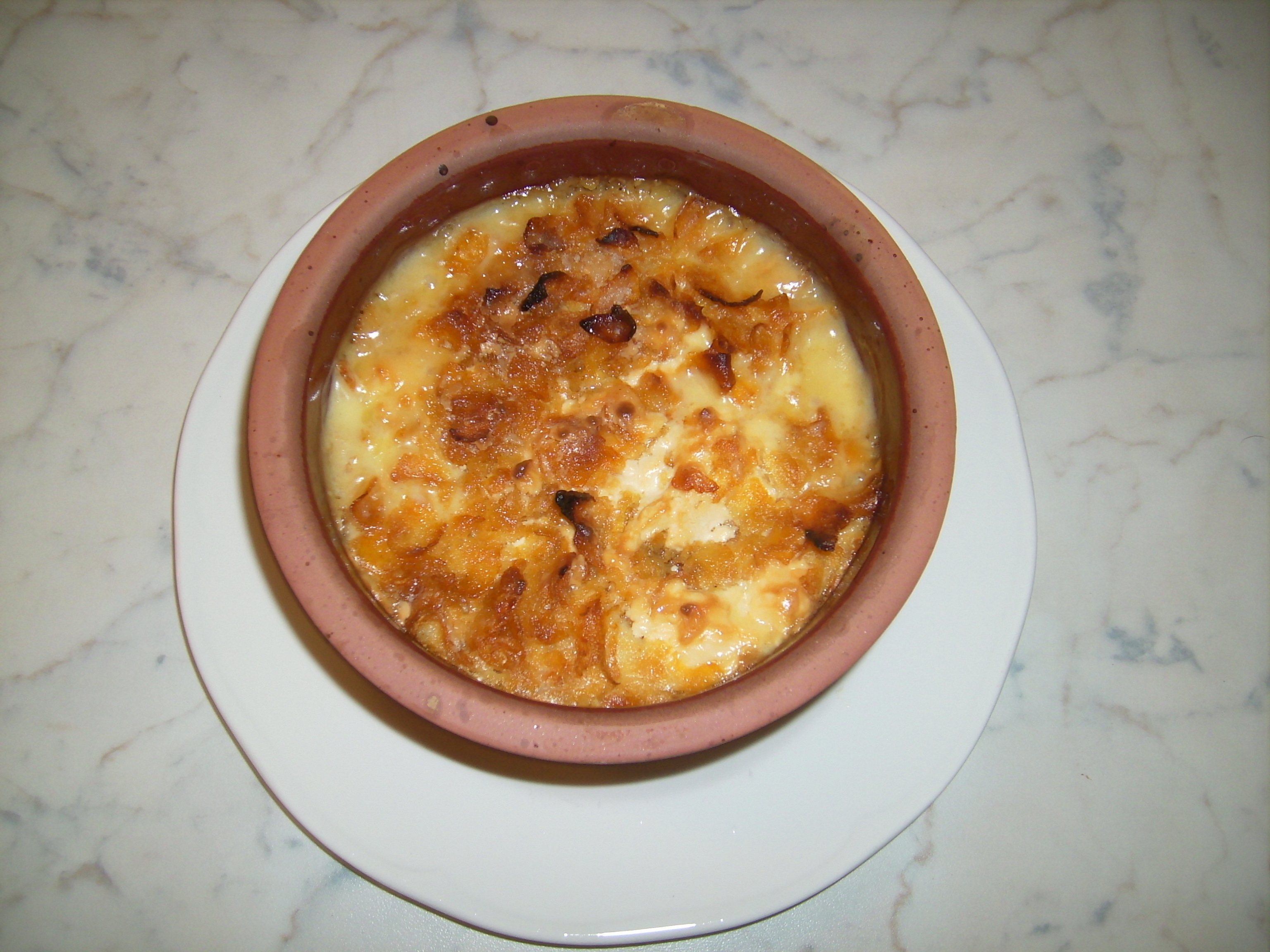
Umm Ali preparada no forno

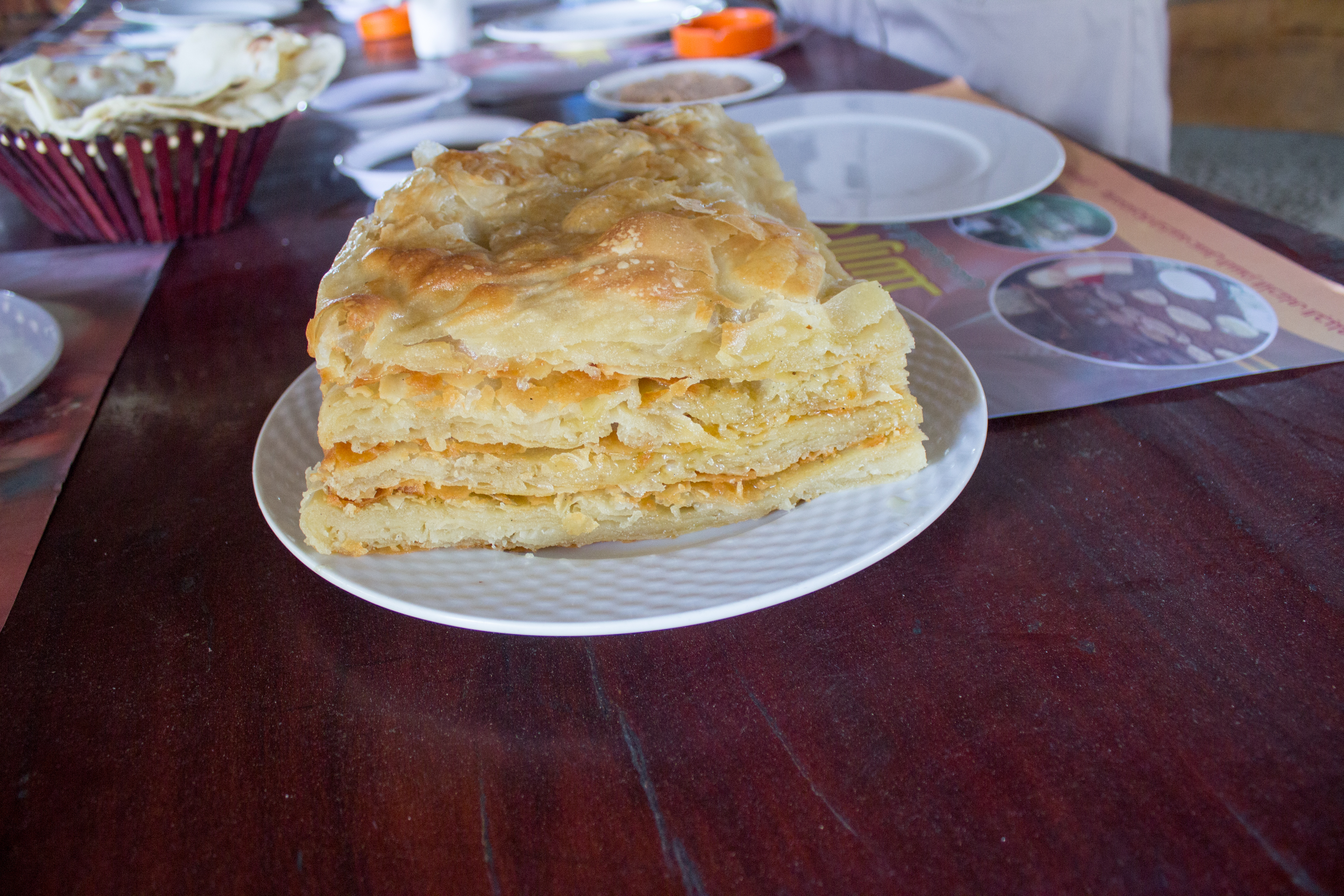
Feteer meshaltet, uma massa consumida frequentemente como sobremesa mergulhada em mel e eshta ou com vários recheios doces

As sobremesas egípcias lembram outras sobremesas do Mediterrâneo Oriental. Basbousa ( بسبوسة ) é uma sobremesa feita de semolina e embebida em calda. Geralmente é coberta com amêndoas e tradicionalmente cortada em pedaços verticalmente, de forma que cada pedaço tenha a forma de um diamante. Baqlawa ( بقلاوة ) é um prato doce feito com muitas camadas de massa folhada, uma variedade de nozes e embebido em uma calda doce. Ghorayiba ( غريبة ) é um biscoito doce feito com açúcar, farinha e grandes quantidades de manteiga. Pode ser coberto com amêndoas torradas ou vagens de cardamomo preto.
Kahk ( كحك ) é um biscoito doce servido mais comumente durante o Eid al-Fitr no Egito. É coberto com açúcar de confeiteiro e também pode ser recheado com tâmaras, nozes ou ' agameya ( عجمية ), que é semelhante em textura ao Manjar turco ou simplesmente servido puro. Kunafa ( كنافة ) é uma massa de queijo doce embebida em calda de açúcar. Luqmet el qadi ( لقمة القاضي ) são donuts pequenos e redondos, crocantes por fora e macios e xaroposos por dentro. Costumam ser servidos com canela em pó e açúcar em pó. O nome se traduz literalmente como "a mordida do juiz". Atayef ( قطايف ) é uma sobremesa servida exclusivamente durante o mês do Ramadã, uma espécie de mini panqueca doce (feita sem ovos) recheada com creme ou nozes e passas. Rozz be laban ( ارز باللبن ) é feito com arroz branco de grão curto, leite integral, açúcar e baunilha. Pode ser servido polvilhado com canela, nozes e gelado. Umm Ali ou Om Ali ( ام على ), é um tipo de pudim de pão servido massa folhada ou arroz, leite, coco e passas.

Outras sobremesas incluem:
- Couscous (كسكسي) - No estilo egípcio, com manteiga ou eshta, também com açúcar, nozes e frutas desidratadas.
- Halawa (حلاوة)
- Ladida (لديدة)
- Malban (ملبن)
- Mehalabeya (مهلبية)
- Melabbes (ملبس)
- Mifattah (مفتاة) - uma pasta espessa de gergelim e melaço

## Gastronomia e prática religiosa
Embora o Ramadã seja um mês de jejum para os muçulmanos no Egito, geralmente é uma época em que os egípcios prestam muita atenção à variedade e riqueza dos alimentos, já que quebrar o jejum é um assunto de família, muitas vezes com famílias inteiras se reunindo à mesa logo após pôr do sol. Existem várias sobremesas servidas quase exclusivamente durante o Ramadã, como kunafa ( كنافة ) e qatayef ( قطايف ). Neste mês, muitos egípcios preparam uma mesa especial para os pobres ou os transeuntes, geralmente em uma tenda na rua, chamado Ma'edet Rahman ( em árabe egípcio:  مائدة رحمن   , [mæˈʔedet ɾɑħˈmɑːn] ), que se traduz literalmente como "Mesa do Misericordioso", referindo-se a um dos 99 nomes de Deus no Islã. Eles podem ser bastante simples ou luxuosos, dependendo da riqueza e ostentação do provedor.
Cristãos praticantes no Egito aderem a períodos de jejum de acordo com o calendário copta; estes podem se estender praticamente a mais de dois terços do ano para os mais radicais e observadores. A população copta mais secular jejua principalmente na Páscoa e no Natal. A dieta copta para o jejum é essencialmente vegana . Durante esse jejum, os coptas geralmente comem vegetais e legumes fritos em óleo e evitam carne, frango e laticínios, incluindo manteiga e creme de leite.

## Bebidas

### Chá

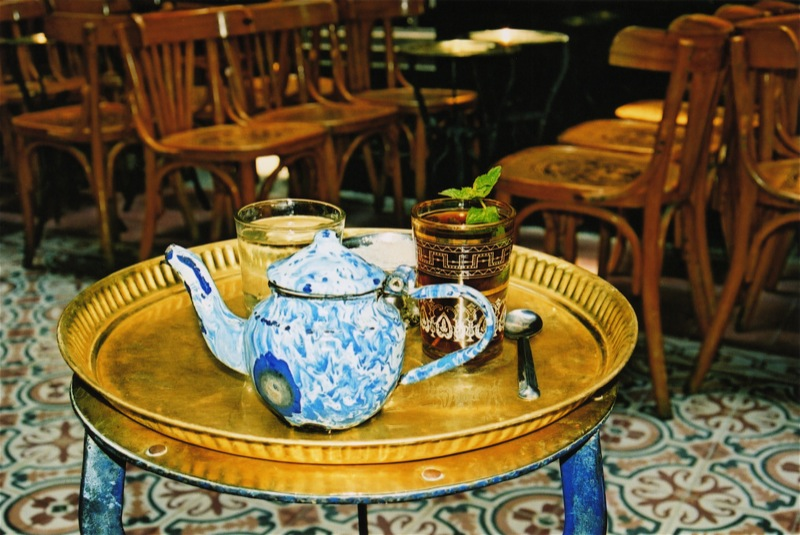
Chá de menta egípcio

Chá ( شاى , shai [ʃæːj] ) é a bebida nacional do Egito, seguida apenas de longe pelo café, preparado usando o método turco. O chá egípcio é uniformemente preto e azedo e geralmente é servido em um copo, às vezes com leite. O chá embalado e vendido no Egito é quase exclusivamente importado do Quênia e do Sri Lanka. O chá egípcio vem em duas variedades, kushari e sa'idi.
Chá Kushari ( شاى كشرى ), popular no Baixo Egito, é preparado usando o método tradicional de embeber o chá preto em água fervida e deixá-lo repousar por alguns minutos. Quase sempre é adoçado com açúcar de cana e freqüentemente aromatizado com folhas de hortelã fresca. O chá Kushari é geralmente de cor e sabor claros, com menos da meia colher de chá por xícara considerada próxima do limite superior.
Chá Sa'idi ( شاى صعيدى ) é comum no Alto Egito. É preparado fervendo o chá preto com água por até cinco minutos em fogo forte. O chá sa'idi é extremamente forte e escuro ("pesado" na linguagem egípcia), com duas colheres de chá por xícara sendo a norma. É adoçado com grandes quantidades de açúcar de cana (uma necessidade, já que a fórmula e o método produzem um chá muito amargo). O chá sa'idi costuma ser preto, mesmo na forma líquida.
O chá é uma parte vital da vida diária e da etiqueta popular no Egito. Geralmente acompanha o café da manhã na maioria das famílias, e beber chá após o almoço é uma prática comum. Visitar a casa de outra pessoa, independentemente do nível socioeconômico ou da finalidade da visita, é obrigatória a xícara de chá; hospitalidade semelhante pode ser exigida para uma visita de negócios ao escritório particular de alguém rico o suficiente para mantê-lo, dependendo da natureza do negócio. Um apelido comum para o chá no Egito é "dever" (pronunciado em árabe como "wa-jeb" ou "wa-geb"), pois servir chá a um visitante é considerado um dever, enquanto qualquer coisa além disso é uma delicadeza.

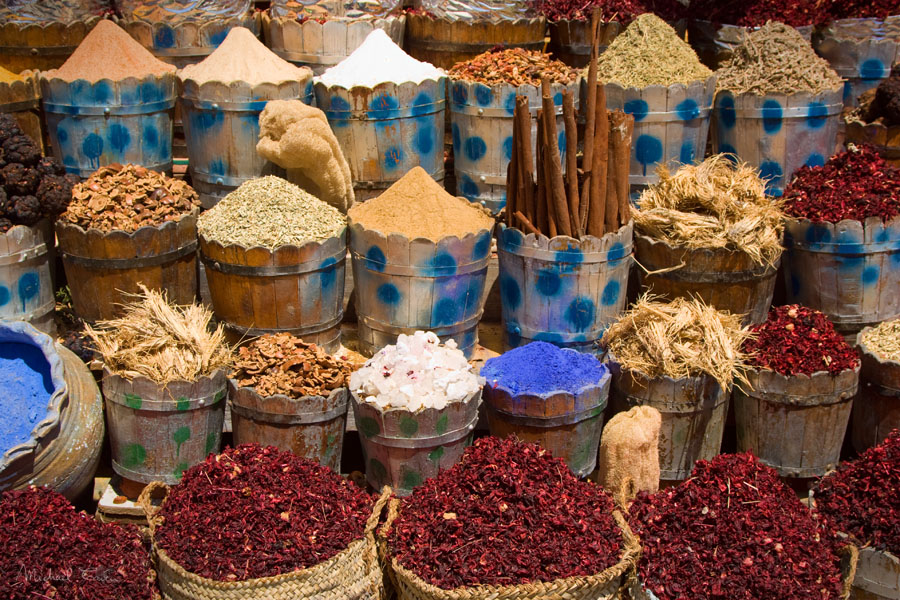
Hibisco e outras ervas em Hurghada

Além do verdadeiro chá, os chás de ervas também costumam ser servidos nas casas de chá egípcias. Karkadeh ( كركديه ), um chá de sépalas de hibisco secas, é particularmente popular, como também o é em outras partes do Norte da África. Geralmente é servido extremamente doce e frio, mas também pode ser servido quente. Diz-se que essa bebida era a bebida preferida dos faraós. No Egito e no Sudão, as celebrações de casamento são tradicionalmente brindadas com um copo de chá de hibisco. Em uma rua típica do centro do Cairo, é possível encontrar muitos vendedores ambulantes e cafés ao ar livre que vendem a bebida. No Egito, o karkadeh é usado como meio de reduzir a pressão arterial quando consumido em grandes quantidades. Infusões de hortelã, canela, gengibre seco e anis também são comuns, como  sahlab também é. A maioria desses chás de ervas também tem propriedades medicinais; particularmente comum é uma infusão de limonada quente em que folhas de hortelã foram embebidas e adoçadas com mel e usadas para combater dor de garganta leve.

### Café
Café ( قهوة , ahwa Egípcio/Árabe: [ˈʔæhwæ] ) é considerada uma parte das boas-vindas tradicionais no Egito. Geralmente é preparado em uma pequena cafeteira, que é chamada de dalla (دلة) ou kanakah ( كنكه ) no Egito. É servido em uma pequena xícara de café chamada fengan ( فنجان ). O café é geralmente forte e adoçado com açúcar em vários graus; ' al riha, mazbout e ziyada, respectivamente. O café sem açúcar é conhecido como sada, ou puro.

### Sucos
No Egito, o caldo da cana-de-açúcar é denominado ' aseer asab ( عصير قصب ) e é uma bebida incrivelmente popular servida por quase todos os vendedores de suco de frutas, que podem ser encontrados em abundância na maioria das cidades.
Chás de alcaçuz e sucos de alfarroba são tradicionalmente apreciados durante o mês islâmico do Ramadã, assim como o amar al-din, uma bebida espessa feita pela reconstituição de folhas de damasco seco com água. As próprias folhas são frequentemente consumidos como doces. Sobia سوبيا ) é outra bebida tradicionalmente servida durante o Ramadã. É uma bebida doce ao leite de coco, geralmente vendida por vendedores ambulantes.
Uma bebida azeda e gelada feita de tamarindo é popular durante o verão, chamada tamr Hindi ( تمر هندي ). A tradução literal é "Datas indianas", que é o nome árabe para tamarindo.

### Bebidas alcoólicas

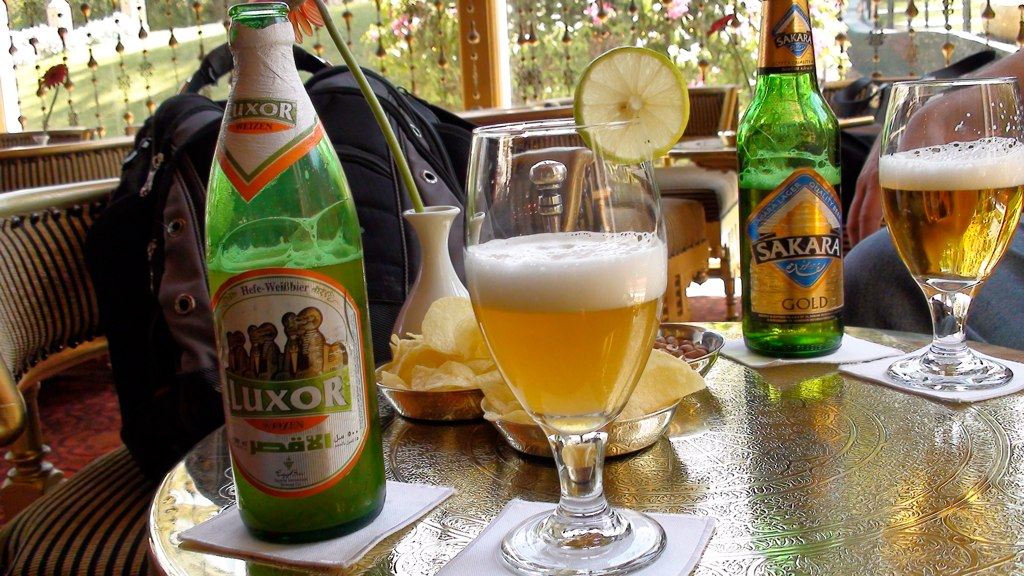
Uma garrafa de Luxor Weizen, uma cerveja de trigo da marca Luxor da Egybev, e uma garrafa de Sakara Gold

O Islã é a religião majoritária no Egito e, embora os muçulmanos praticantes tendam a evitar o consumo de álcool, ele está disponível no país. A cerveja é de longe a bebida alcoólica mais popular no país, respondendo por 54% de todo o álcool consumido.
Um tipo de cerveja conhecido como bouza ( em árabe egípcio:  بوظة   ), à base de cevada e pão, é bebida no Egito desde que a cerveja apareceu pela primeira vez no país, possivelmente já na era pré-dinástica. Não é o mesmo que boza, uma bebida alcoólica encontrada na Turquia e nos Bálcãs.
O Egito tem uma indústria vinícola pequena, mas incipiente. Os vinhos egípcios têm recebido algum reconhecimento nos últimos anos, tendo ganho vários prémios internacionais. Em 2013, o Egito produziu 4.500 toneladas de vinho, ocupando a 54ª posição globalmente, à frente da Bélgica e do Reino Unido. A maioria dos vinhos egípcios é feita com uvas provenientes de vinhedos de Alexandria e do Oriente Médio, principalmente os Vinhedos Gianaclis e Koroum do Nilo.